# Eibergen
Eibergen es un antiguo municipio y una localidad en el este de los Países Bajos en una zona llamada Achterhoek. Esta zona consta veinte municipios.

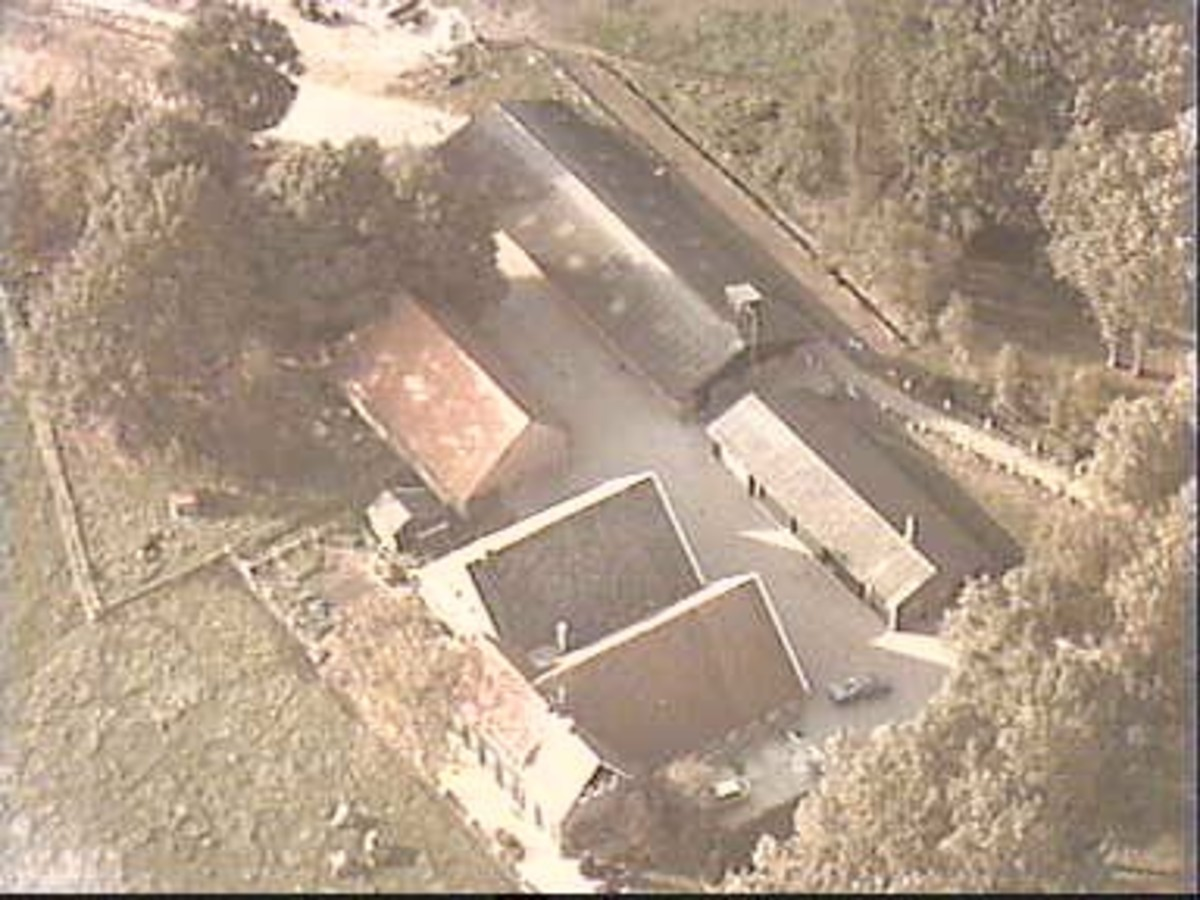
Granjas en Berkelland 1980, Eibergen.

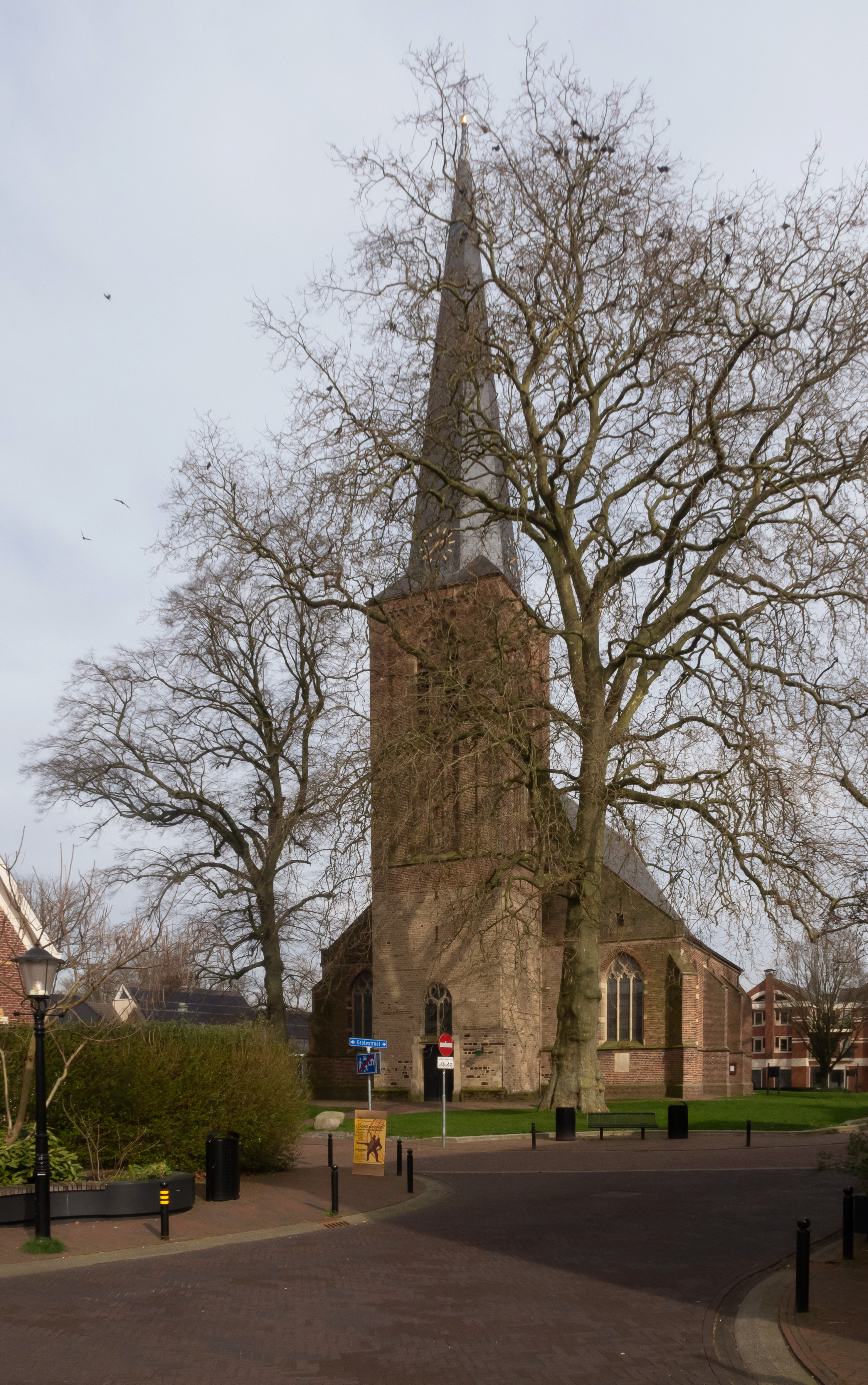
La iglesia (Oude Mattheüskerk) en Eibergen

El uno de enero de 2005 la municipalidad de Eibergen se unió - con los municipios de Neede, Borculo y Ruurlo - y se surgió el nuevo municipio llamado Berkelland.

## Localidad
La localidad de Eibergen tiene una población de aproximadamente 13.000 personas. Su límite oriental es la frontera holandesa-alemana. 

## Turismo
El Mallumsche Molen es un antiguo molino de agua, construido en 1748.
En el centro de Eibergen está el museo De Scheper donde se exponen objetos de la historia de Eibergen.

## Personajes ilustres
- Willem Sluyter (1627-1673), pastor protestante y autor
- Hendrik Odink (1889-1973), historiador local y autor
- Menno ter Braak (1902-1940), autor
- Annie Borckink (1951), patinadora
- Astrid Bussink (1975), directora de películas